# Jean-Claude Birumushahu
Jean-Claude Birumushahu (* 13. Februar 1972) ist ein ehemaliger burundischer Fußballschiedsrichterassistent.
Von 2004 bis 2018 stand Birumushahu auf der Liste der FIFA-Schiedsrichter und war an der Spielleitung internationaler Fußballspiele beteiligt.
Birumushahu wurde bei insgesamt vier Afrika-Cups eingesetzt. Beim Afrika-Cup 2012 in Äquatorialguinea und Gabun, beim Afrika-Cup 2013 in Südafrika, beim Afrika-Cup 2015 in Äquatorialguinea und beim Afrika-Cup 2017 in Gabun leitete er insgesamt 20 Spiele.
Zudem war er unter anderem Schiedsrichterassistent bei der Weltmeisterschaft 2014 in Brasilien und der Weltmeisterschaft 2018 in Russland, bei der Klub-Weltmeisterschaft 2014 in Marokko, bei der U-20-Weltmeisterschaft 2011 in Kolumbien und der U-20-Weltmeisterschaft 2013 in der Türkei, in der afrikanischen WM-Qualifikation sowie bei diversen Qualifikations- und Freundschaftsspielen.